# Nonières
Nonières korábbi község (település) Franciaországban, Ardèche megyében. 2019. január 1-jén Saint-Julien-Labrousse községgel egyesült és delegált községként Belsentes új község része lett.
Lakosainak száma 215 fő (2018. január 1.). Nonières Saint-Agrève, Saint-Cierge-sous-le-Cheylard, Saint-Jean-Roure, Saint-Julien-Labrousse, Saint-Michel-d’Aurance és Saint-Prix községekkel határos.

## Népesség
A település népességének változása:
| Lakosok száma | 217  | 217  | 225  | 215  | 215  |
|               | 2013 | 2015 | 2016 | 2017 | 2018 |